# Fascination (film, 1922)
Pour plus de détails, voir Fiche technique et Distribution.
Fascination est un film muet américain réalisé par Robert Z. Leonard, sorti en 1922.

## Synopsis
Dolores de Lisa, une Américaine vivant avec sa tante en Espagne, se déguise et se glisse dans une corrida pendant la célébration de Pâques. Elle est fascinée par le toréador Carrita. Le comte de Morera lui propose de le rencontrer, à condition qu'elle assiste à une fête chez lui le soir même. C'est là qu'elle capture le cœur de Carrita par son interprétation de "La Danza del Toro", tandis que sa tante reçoit la nouvelle de l'arrivée de son père, de son frère et de son fiancé d'Amérique. Son père la retrouve en compagnie de Parola, une artiste de cabaret, avec qui il avait déjà été lié, et Parola tente de le faire chanter, disant à Dolores qu'il est le père de Carrita. Carrita, dans une tentative de vengeance, tente de le tuer, mais Dolores reçoit le coup de couteau du toréador, bien que la blessure ne soit pas mortelle. Parola avoue son mensonge et Dolores supplie Ralph, son amour, de l'aider à surmonter sa fascination pour l'exotisme.

## Fiche technique
- Titre original : Fascination
- Réalisation : Robert Z. Leonard
- Scénario : Edmund Goulding
- Direction artistique : Charles Cadwallader
- Photographie : Oliver T. Marsh
- Production : Robert Z. Leonard
- Société de production : Tiffany Productions
- Société de distribution : Metro Pictures
- Pays d'origine :  États-Unis
- Langue originale : anglais
- Format : Noir et blanc  — 35 mm — 1,33:1 — Film muet
- Genre : drame
- Durée : 80 minutes
- Dates de sortie : États-Unis : 10 avril 1922
- Licence : Domaine public

## Distribution
- Mae Murray : Dolores de Lisa
- Creighton Hale : Carlos de Lisa
- Charles Lane : Eduardo de Lisa
- Emily Fitzroy : Marquise de Lisa
- Robert Frazer : Carrita
- Vincent Coleman : Ralph Kellogg
- Courtenay Foote : Comte de Morera
- Helen Ware : Parola
- Frank Puglia : Nema